# Gustav von Schleich

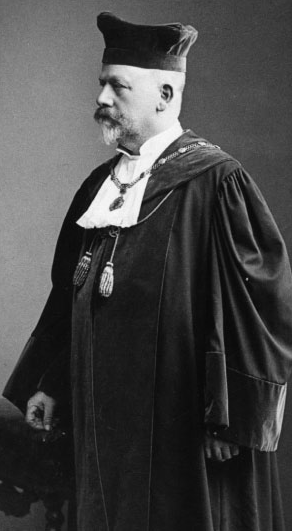
Gustav von Schleich als Rektor der Universität Tübingen, 1909/10

Gustav von Schleich, geborener Gustav Schleich (* 15. Mai 1851 in Waldenbuch; † 19. September 1928 in Tübingen) war ein deutscher Augenarzt, Professor der Augenheilkunde und langjähriger Direktor der Tübinger Universitäts-Augenklinik.

## Leben
Gustav Schleich studierte in Tübingen, hauptsächlich als Schüler des Gründungsdirektors des Instituts und der Tübinger Universitäts-Augenklinik, Albrecht Eduard Nagel. Seine Promotion und Approbation erfolgten 1875. Er habilitierte sich 1880 für Augenheilkunde, wurde 1884 tit. Prof. e. o. in Tübingen, war seit 1889 Lehrer der Augenheilkunde an der Tierärztlichen Hochschule in Stuttgart und wurde 1895 Prof. ord. und Direktor der Universitäts-Augenklinik in Tübingen, als Nachfolger Nagels.
Er setzte sich maßgeblich für den Neubau der Augenklinik (1906–1909) ein. 1909/10 war er Rektor der Universität. Nach 26 Jahren als Direktor der Klinik wurde Schleich 1921 emeritiert. Nachfolger wurde sein ehemaliger Assistent Wolfgang Stock.

## Ehrungen
Am 21. Juli 1909 wurde er zum Mitglied der Leopoldina gewählt.
Die zur ehemaligen Tübinger Augenklinik führende Straße wurde nach ihm Schleichstraße genannt.

## Schriften
- Klinisch-statistische Beiträge zur Lehre von der Myopie. In: Mitteilungen aus der ophthalmiatrischen Klinik zu Tübingen, Drittes Heft, Tübingen 1882, S. 1–62 Archive
- Der Augengrund des Kaninchens und des Frosches. In: Mitteilungen aus der ophthalmiatrischen Klinik zu Tübingen, Tübingen 1885 Archive
- Das Sehvermögen der höheren Tiere, Pietzcker, Tübingen 1896.
- Tieraugenheilkunde, Springer, Berlin 1922.
- Vergleichende Augenheilkunde. In: Handbuch der gesamten Augenheilkunde, begründet von Albrecht von Graefe und Theodor Saemisch, fortgeführt von Carl von Heß; von Theodor Axenfeld  und Anton Elschnig, 10. Band, B, Kapitel XXI, Berlin 1922
- Die Augenheilkunde in Württemberg. Eine historische Skizze der medizinischen Fakultät der Universität Tübingen gewidmet zum 450jährigen Jubiläum 1927, Klett, Stuttgart 1927.